# Egyiptomi kobra
Az egyiptomi kobra (Naja haje) vagy áspiskígyó, ureuszkígyó a mérges siklók családjába tartozik.

## Elterjedése
Az egyiptomi kobra Észak- és Közép-Afrikában honos. Élőhelyét a száraz, valamint a nyirkos szavannák, félsivatagos területek alkotják; vagyis olyan helyek, melyeken víz és növényzet megtalálható.

## Mérete
Az egyiptomi kobra maximum 2 méter hosszúra nőhet meg.

## Életmódja
Ez a kígyó nappal aktív. Kisebb gyíkokat zsákmányol. Veszélyes kígyó, mérge 10 perc alatt megölheti az embert. A mérge az idegrendszerre hat; ez az állat inkább támad, ahelyett, hogy elmenekülne.
A színe sárga kis fekete csíkokkal, így nem könnyű észrevenni. Afrika legveszedelmesebb kígyóinak egyike.

## Érdekesség
Az egyiptomiak tisztelték ezt a fajt. Ureusz ékesítette az egyiptomi kettős koronát (pszent) Alsó-Egyiptom jelképeként. A legenda szerint Kleopátra egy ilyen kígyó marásával követett el öngyilkosságot.